# Bombeamento diferencial
Bombeamento diferencial é um técnica onde tem-se diferentes estágios de um sistema de vácuo entre os quais tem-se de manter uma ampla diferença em pressão. Isto pode ser entre um detetor que esteja oferando em vácuo ultra-alto (como um espectrômetro eletrônico ou um analisador de gás residual) e o restante da câmara a qual não está em vácuo ultra-alto e contendo, e.g., líquidos que deseja-se analisar. A diferença de pressão é mantida por uma pequena abertura entre as duas partes e bombeamento extra na parte de vácuo ultra-alto. Esta disposição pode funcionar por causa do caminho livre muito longo das moléculas em vácuo ultra-alto.
Este sistema de vácuo encontra aplicação em microscopia eletrônica de transmissão e sistemas de laser ultra-rápidos.